# روبرت مرتس
روبرت مرتس (آلمانی: Robert Merz; ۲۵ نوامبر ۱۸۸۷ – ۳۰ اوت ۱۹۱۴) بازیکن فوتبال اهل اتریش بود.
وی همچنین در تیم ملی فوتبال اتریش بازی کرده‌است.